# Flugplatz Schwabach-Büchenbach

i7
i11
i13
Der Flugplatz Schwabach-Büchenbach (ICAO-Code: EDPH) ist der Sonderlandeplatz der mittelfränkischen Stadt Schwabach. Er wird von der Fliegervereinigung Schwabach-Roth e. V. betrieben.

## Lage
Der Flugplatz liegt am nördlichen Rand des Ortsteiles Gauchsdorf der Gemeinde Büchenbach südlich des Heidenbergs auf einer Höhe von 360 m ü. NN im Tal der Aurach.
Somit liegt er etwa 8 km südlich von Schwabach und der A 6 sowie 7 km westlich von Roth.

## Nutzung
Der Flugplatz ist Sonderlandeplatz für Segel- und Motorflugzeuge bis 2000 kg, und Hubschrauber bis 5700 kg und hat keine geregelten Betriebszeiten. Halter des Flugplatzes ist die Fliegervereinigung Schwabach-Roth e. V. Eine Landung ist nur nach Erlaubnis des Halters möglich (PPR). Der Platz hat den ICAO-Code EDPH. Den ICAO-Code EDPH trug bis zu dessen Auflösung im Jahr 1994 der Heeresflugplatz Neuhausen ob Eck (heute EDSN) in Baden-Württemberg.

## Geschichte
- 1928 wurde die Fliegervereinigung Schwabach gegründet. Die ersten Flüge fanden auf dem Hesselberg, südwestlich von Nürnberg, statt.
- 1952 wurde der neue Flugplatz nördlich von Schwabach eingeweiht. Das Gelände wurde ab 1962 zum Truppenübungsplatz umgewidmet, so dass ein weiterer Umzug erforderlich war.
- 1962 wurde der Flugplatz Schwabach-Heidenberg durch die Fliegervereinigung Schwabach als Motor-/Segelflugplatz gegründet.[1]
- 2025 erfolgte die Fusion mit dem Fliegerclub Roth e. V.[2]

## Verkehr
Der öffentliche Personennahverkehr bedient Gauchsdorf mit zwei Linien. Die Linie 607 hat eher Schulbuscharakter und ermöglicht wochentags, frühmorgens eine einzige Fahrt nach Schwabach und mittags eine nach Großweingarten. Die Linie 635, ein Linienbedarfstaxi, muss vorher telefonisch angefordert werden und bietet wochentags, tagsüber einige wenige Fahrten von und nach Roth.
An Wochenenden und Feiertagen besteht keine Anbindung an den ÖPNV.
Mit dem PKW ist der Flugplatz Schwabach-Büchenbach (Gauchsdorf) über die nördlich verlaufende Kreisstraße RH 5 und von Osten über die Staatsstraße 2224 und Gemeindeverbindungsstraßen erreichbar.

## Zwischenfälle
- 1995 ereignete sich am Flugplatz Schwabach-Büchenbach ein Flugzeugabsturz.[3]
- Am 19. Juni 2022 stürzte gegen 11:30 in der prallen Mittagssonne bei 36 °C im Schatten, Wind Bft 2, die Aerospool WT9 D-MLKL bei einem missglückten Landeanflug in eine Agrarfläche.[4] Der aus Klagenfurt zu einem Tankstopp auf EDPH angeflogene 82-jährige Pilot und sein 53-jähriger Sohn, die aus Düsseldorf stammen, verloren hierbei ihr Leben.[5] Die Leichen konnten zunächst nicht aus dem Wrack der Maschine geborgen werden, da an der Unfallstelle Explosionsgefahr wegen des nicht ausgelösten Treibsatzes des Gesamtrettungssystems herrschte. Dieser musste zuerst vom Kampfmittelräumdienst geprüft werden.[6]